# オレゴン州の歴史

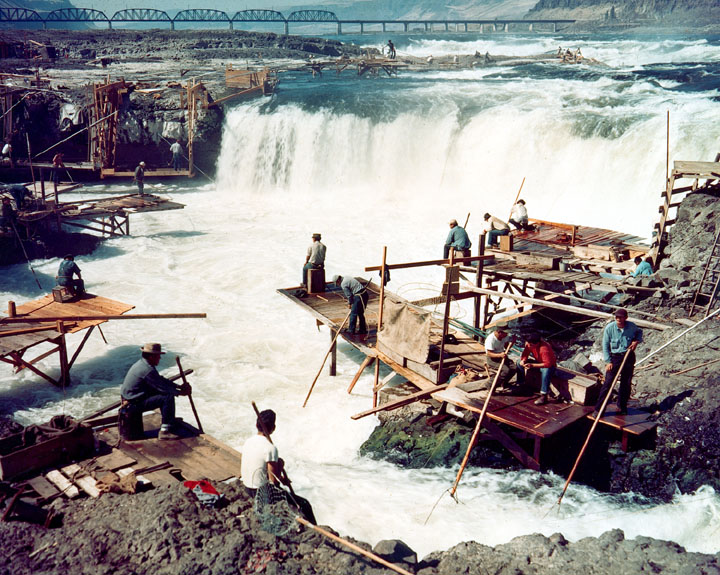
ダレス・ダムの建設。セリロ・フォールズの急流

オレゴン州の歴史（おれごんしゅうのれきし、英:History of Oregon）では、アメリカ合衆国太平洋岸北西部に位置するオレゴン州となった地域の人類の歴史と社会活動を概説する。その歴史は大きく5つの段階に分けられる。すなわち、地質時代、先住民族が住んだ時代、ヨーロッパ人が探検した時代（主に毛皮交易業者）、パイオニアによる開拓の時代、および現代の発展である。
「オレゴン」という言葉は3つの段階で使われている。まずオレゴン・カントリーはアメリカ人、イギリス人、およびその他の国々の人々によって探検された広大な地域を指しており（カナダ人には一般にコロンビア地区と呼ばれていた）、次のオレゴン準州はオレゴン条約によってこの地域の主権が確立された2年後にアメリカ合衆国が創設したものであり、最後に現代のオレゴン州がある（コロンビア川の古名でもあった）。

## 地理
この地域の火山活動はこの地域の景観の大半を形成した4千万年前の始新世まで遡ることができる。更新世（最後の氷河期、200万年前から70万年前）にコロンビア川がカスケード山脈を割って流れ、コロンビア川渓谷を形成した。
コロンビア川とその流域は最後の氷河期の終わり頃に、世界でも最大と見られる洪水を幾つか経験した。ミズーラ氷河湖の氷ダムの周期的決壊が世界の川の水量を合わせたよりも10倍の量の水を放出し、千年以上の間に40回も発生した。
ミズーラ洪水の水位はワルラ峡谷（現在のワシントン州）で1,250フィート (381 m)、ボンネビル・ダムで830フィート (253 m)、現在のオレゴン州ポートランドで400フィート (122 m)あったと推計されてきた。コロンビア川台地下流での洪水の周期的氾濫は湖の沈殿物を豊富に堆積し、現代に広範な農業を営める肥沃さを作り出した。またワシントン州東部の溝になったかさぶた様の土地のような多くの異常な地形を作り出した。
マザマ山はかって標高11,000フィート (3,350 m)とこの地域で最も高い山だったが、紀元前およそ5500年に大噴火が起こった。この噴火は1980年に起こったセント・ヘレンズ山の噴火の42倍も強力なものだったと推計され、火山本体の大部分が火山の一部空洞になった顎部とマグマ溜りに落ち込んだ時に、11,000フィートあった標高も約半マイル (800 m)も低くなった。今日のオレゴン州南部にあるマザマの陥没したカルデラはクレーター湖を擁し、山全体はクレーターレイク国立公園内にある（オレゴン州唯一の国立公園）。
この地域の先住民族クラマス族はこの山に彼等の地下世界の神であるラオが住んでいると考えた。山がその姿を変えたときクラマス族はラオとその競争神で空の神であるスケルが大きな戦闘を行った結果と説明した。
1700年のカスカディア地震は太平洋岸北西部に沿ったファンデフカプレートの破壊から起こった。この地震で起こった津波は日本でも観測された。またブーンビル地滑りにも結びつき、ワシントン州のテーブル山が崩壊してコロンビア川峡谷に流れ込み、川を堰きとめ、「神の橋」を形成した。この神の橋は地元の先住民族の伝承に記憶される陸橋である。
1980年、隣のワシントン州にあるセント・ヘレンズ山が激しく爆発し、一時的にコロンビア川の深さを13フィート (4 m)にまで浅くし、ポートランドの経済を破壊した。この噴火で遠くオレゴン州のベンドまで火山灰が届いた。

## 先住民族
太平洋岸北西部には15,000年前に人類が住んだという証拠が多くあるが、現在のオレゴン州における人間の活動の最初の記録は、1938年に考古学者ルーサー・クレスマンがフォートロック洞穴近くで発見したセージ皮のサンダルである。これはオレゴンに13,200年前に人類が住んでいたことを示した。紀元前8000年までに地域内には集落が現れ、その大半はコロンビア川下流、西部の渓谷および海岸の河口に集中していた。
16世紀までにオレゴンには多くの先住民種族が住んだ。バノック族、シャスタ族、チヌーク族、カラプヤ族、クラマス族、モララ族、ネズ・パース族、タケルマ族およびアンプクァ族などである。
コロンビア川の一連の急流であるセリロフォールズは現在のダレスの直ぐ上流にあり、数千年間先住民族の漁場になった。先住民族は太平洋が北西部やその向こうからセリロ集落に交易目的で訪れた。これらの急流は1957年のダレスダムの建設で水没した。

## 初期ヨーロッパ人の探検
スペイン人の探検家たちが1565年には既に太平洋岸を探検する道筋を見つけた。フィリピンから黒潮に乗って太平洋北部を周回するようなコースを取って艦船を派遣した。これらの船は250年間というもの、通常はカリフォルニアのメンドシノ岬に到着するまで上陸しなかったが、何隻かの船は現在のオレゴンに上陸するか漂着した。ネハレム・インディアンの説話では異邦人と多くの交易品や蓋のある銀の花瓶のような物の発見を伝えており、1707年の聖フランシスコ・ザビエル号の漂着に結びつく可能性もある。
フアン・ペレスは1774年に太平洋岸北西部を北のブリティッシュ・コロンビアあたりまで探検した。オレゴン海岸のヤキナヘッドを最初に目にしたヨーロッパ人である。1775年、フアン・フランシスコ・デ・ラ・ボデガ・イ・クアドラとブルーノ・デ・エセタに率いられた別のスペイン人遠征隊が海岸を探検した。ヘクタは南に戻る時にコロンビア川河口を発見したが、入ることはできなかった。
1778年にジェームズ・クック船長が北西航路を探してオレゴン海岸を探検した。アメリカ人の船長ロバート・グレイが1792年にコロンビア川に入り、その後間もなくイギリス人船長ジョージ・バンクーバーの指揮する船が続いた。ルイス・クラーク探検隊はルイジアナ買収で手に入れた土地を探検するためにその遠征隊を率いてこの地域を通過した。彼等はコロンビア川の河口近くで冬の宿営地としてクラトソップ砦を築いた。ルイスとクラークによる探検（1805年-1806年）およびイギリスのデイビッド・トンプソンの探検（1811年）によって、この地域に毛皮採取用の動物が豊富にいることが公表された。
先住民族は一般的に交易の機会が増えることでヨーロッパ人の到着を歓迎した。しかし、海外から入った疫病のために地域の人口は激減することになった。後にアメリカ人の西部の自然資源、恐らく最も顕著な物はコロンビア川沿いの資源を自由にしようという動機が先住民の利益と衝突することになった。多くの種族は合衆国政府から数百万ドルという和解金を受け入れることと引き換えに伝統的な漁場を諦め、その故郷からは遠いことの多かった居留地に移動した。
近年、カジノを作ることで、概して貧乏だった種族にもいくらかの収入が入るようになった。テッド・クロンゴスキの行政指導により、ウォーム・スプリングス・インディアン連邦はコロンビア川渓谷で居留地外のカジノを造る権利を交渉し勝ち取った。

## パイオニアによる開拓
ドイツ出身のアメリカ人実業家ジョン・ジェイコブ・アスターが出資した1810年から1812年のアスター遠征隊は陸と海の両方から後のアストリアの地に毛皮交易業者を連れてきた。アストリア砦はこの地域最初の白人による恒久的開拓地となった。この砦はほんの短期間アメリカの支配下にあっただけだが、アメリカ合衆国が後にこの地域を領有権主張する要素にもなった。東部に戻った遠征隊はロッキー山脈を抜けるサウス・パスを発見し、これがオレゴン・トレイルの重要な要素となった。

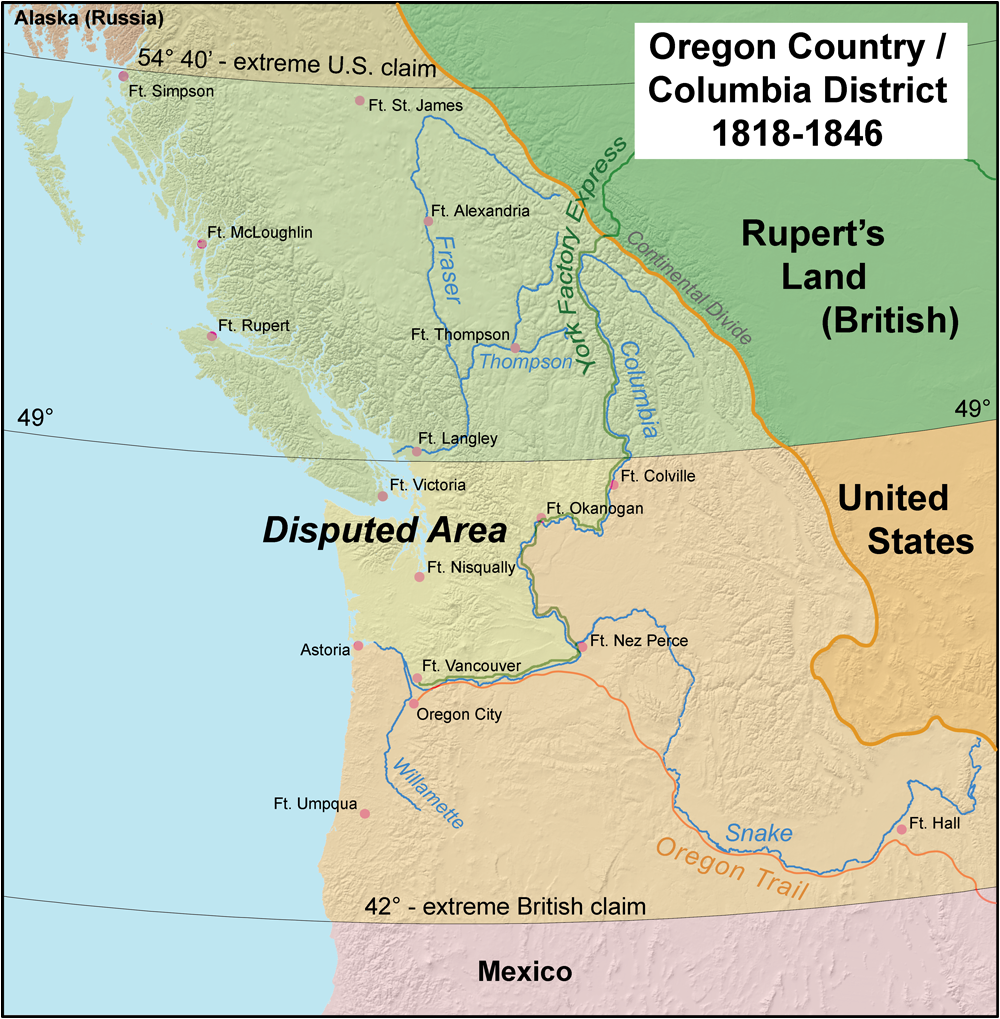
オレゴン・カントリー地図

オレゴン・カントリーのアストリア砦や太平洋毛皮会社の他の財産全ては、1812年に始まった米英戦争の間にイギリスに占領される危険があり、1813年10月にモントリオールに本拠を置くノースウェスト会社に売却された。ノースウェスト会社は既に太平洋岸北西部に進出しており、1813年の太平洋毛皮会社獲得から1821年にハドソン湾会社に吸収されるまで、この地域を競争者のいないままに支配した。この期間、ノースウェスト会社はアストリアの枠組みを実行に移し、海からコロンビア川に物資を送り、毛皮は直接中国に輸出した。ハドソン湾会社はこの仕組みを拡張し、1820年代から1830年代にバンクーバー砦（現在のポートランドとはコロンビア川の対岸に地区主任ジョン・マクローリンによって1825年に建設）にあったコロンビア地区本部から太平洋岸北西部を支配した。毛皮が枯渇し毛皮の価格が下落したことでこの会社は1840年代初期に弱体化したが、1846年のオレゴン条約まで重要な存在であった。
1830年代、アメリカ人の数隊がオレゴンまで旅して、オレゴン・トレイルが確立された。これら移民の多くは先住民をキリスト教徒に改宗させようという宣教師達だった。初めにジェイソン・リーが1833年のナサニエル・ジャービス・ワイエスの隊に加わって旅し、ウィラメットバレーにオレゴン伝道所を開設した。マーカス・ホイットマンとヘンリー・スポルディングは1847年に到着し、カスケード山脈の東にホイットマン伝道所を造った。1839年、ピオリア隊がイリノイ州からオレゴンに向けて出発した。
1841年、富裕な罠猟師の親分で起業家のユーイング・ヤングが遺言を遺さずに死に、当時はその資産を検認する仕組みが無かった。ヤングの葬儀後の集会で検認委員会が提案された。ジェイソン・リーのメソジスト宣教所からアイラ・バブコック博士が最高判事に選ばれた。バブコックは1842年にシャンプーイ（リーの伝道所とオレゴンシティの中間）で2度集会を開催し、当時問題になっていた狼や他の動物のことを討議した。これらの集会が先駆けとなって1843年の全住民集会に繋がり、デイビッド・ヒル、アランソン・ビーアズおよびジョセフ・ゲイルを頭目とする暫定政府が作られた。この政府はアメリカ併合前のオレゴン・カントリーでは初めて活動する公共的政府となった。
アメリカ合衆国がイギリスと共同でオレゴン・カントリーを開拓することに合意した後、1842年から1843年を初めとして、オレゴン・トレイルを通って多くの新しい開拓者がこの地域に入ってきた。あるときにはアメリカとイギリスがこの75年間で3度目の戦争を始めそうな気配もあった（オレゴン境界紛争を参照）が、その境界は1846年のオレゴン条約によって平和的に解決された。アメリカ合衆国とイギリス領北アメリカの境界は北緯49度線に設定された。1848年にはオレゴン準州が公式に設立された。
1840年代の初めにウィラメットバレーまでの容易な陸路を見つける試みが多く行われた。バーロー道路、ミーク切り通し、およびアップルゲイト・トレイルはそれぞれ、オレゴンの北部、中部および南部でカスケード山脈を横切る試みの成果である。バーロー道路は1846年に建設された後でオレゴン・トレイルの最後の区間になり、サンティアム荷馬車道路が山脈の中央部を通ることになり、ミークが失敗した所で成功した。
1850年の寄贈土地所有権法のためと先住民の居留地への強制移住が結びついて開拓者が増加した。オレゴンは1859年2月14日に合衆国の州として認められた。
南北戦争の勃発でアメリカ軍の正規兵が撤退し東部へ送られた。志願騎兵がカリフォルニアで募集され、北のオレゴンに送られ、治安維持と人民の保護に宛てられた。第1オレゴン騎兵連隊は1865年6月まで任務に就いた。
1880年代、鉄道が増設されたことで州内の木材や小麦の取引を助長し、都市が急速に成長した。このことはオレゴン州と合衆国東部とを大陸横断鉄道を介して結び付きを強め、物と人の動きを早くすることを可能にした。東部との接続の後にオレゴンへの移民の数が増えた。また幾つかの閘門や運河の建設で川の航行が容易になり、輸送方法が改善された。

### 人種差別
オレゴン準州もオレゴン州も、非白人種の背景を持つ人々に対して差別する法や政策を持っていた。1844年の州法は奴隷制を違法としたが、解放奴隷は州内から立ち去ることも義務付けた。1862年に採択された法律では、少数民族は全て5ドルの年間租税を払うことを要求した。（およそ）1861年から1951年の間は人種間結婚が法律で禁じられた。

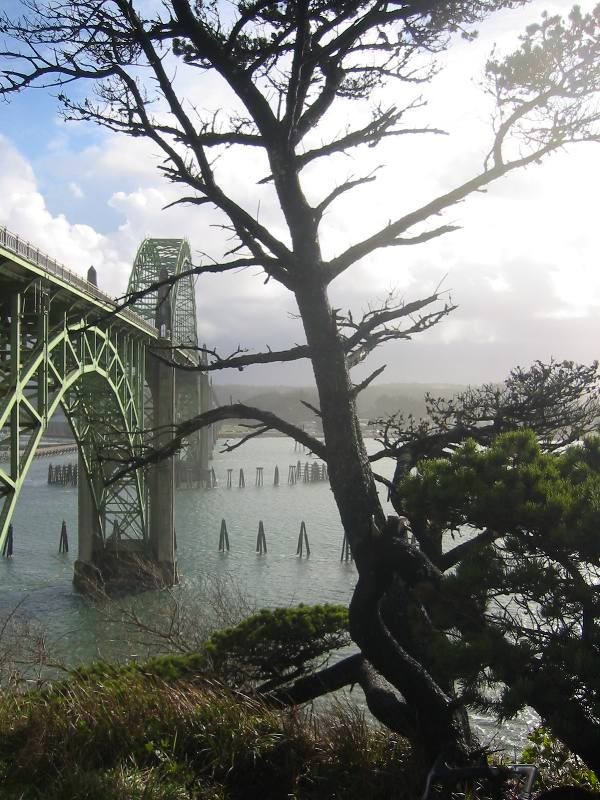
土木技師コンド・マッカローがオレゴン州の橋の多くを設計した。写真はニューポートのヤキナ湾橋

## 現代の歴史
工業の発展はコロンビア川における1933年から1937年のボンネビルダムの建設に続いて熱心に始められた。オレゴン州から供給する電力、食料および材木によって西部の発展を加速したが、国全体の建設業における周期的変動が多くの機会に州経済を痛めつけてきた。第二次世界大戦中の1942年には、大日本帝国海軍機による空襲を2度に渡り受けることとなった（アメリカ本土空襲）。
オレゴン州には長い間二極化した紛争が続いてきた。先住民族対イギリス人毛皮罠猟師、イギリス対アメリカ合衆国開拓者、牧場主対農夫、富を増やした都市対定着したが貧乏な田園地帯、木材伐採業者対環境保護主義者、白人至上主義者対人種差別反対者、社会進歩主義対小さな政府の保守主義、社会保障の支持者対反税活動家、またオレゴン州生まれの人々対カリフォルニア州人（一般には部外者）という対立だった。オレゴン州人は脱退主義という概念も長い歴史があり、様々な地域の住人や政界勢力のあらゆる側が新たな州や時には新たな国を創ることを試みてきた（ジェファーソン地域、カスカディアおよびエコトピアを参照）。
1902年、オレゴン州はオレゴン・システムと呼ばれる住民発議や住民投票という手段で州民が直接立法する制度を承認した。1908年には、住民投票で公務員をリコールする権限も認めた。オレゴン州の住民投票では反ゲイや宗教的手段を肯定するような政治的に保守派の提案もしばしば含むが、それらと同時にマリファナの非犯罪化のような政治的に革新的な問題も含んでおり、州内政治思想勢力の広さを表している。
人種差別に対する伝統的政策はオレゴン州の人口にも長い間に影響を与えてきた。オレゴン州最高裁判所調査特別委員会による1994年の報告書では、少数民族が「同じような状況におかれた少数ではない人々」よりも、逮捕、告発、受刑、投獄および保護監察される可能性が高いとしている。この報告書は個々人にその責を置いているのではなく、制度的人種差別の問題点を指摘している。現存する法制度の人員に多文化の訓練を施すことを推奨し、また将来雇用される者の物の見方、履歴および出身層の多様化も推奨している。